# Podziemienie
Podziemienie (biał. Падзяменьне, ros. Подземенье) – wieś w rejonie kobryńskim obwodu brzeskiego Białorusi. Wchodzi w skład sielsowietu horodeckiego. Położone jest w pobliżu Kanału Dniepr-Bug.
W II Rzeczypospolitej wieś znajdowała się w gminie Horodec, w powiecie kobryńskim województwa poleskiego. We wrześniu 1939 roku, z inspiracji politruków sowieckich, doszło tam do mordu na grupie ludności polskiej. Jego ofiarami padli wojskowi, policjanci i cywile. Świadek tych zbrodni, kpr. podch. Bronisław Gorski wspominał m.in. 

Ponieważ byłem w polowym mundurze i bez dystynkcji, podałem się za szeregowca-żołnierza - to mnie uratowało (...). Jednemu z kapitanów kazano zdjąć mundur, który miał wiele odznaczeń bojowych, także krzyż Virtuti Militari - oświadczył, że munduru nie odda, zaczęto mundur zdzierać siłą, wówczas kapitan ciosem powalił politruka na ziemię. Został natychmiast rozstrzelany (...).

Po zawartości prowizorycznego magazynu, w którym gromadzono rzeczy odebrane pomordowanym - płaszcze wojskowe, pasy, futra, Gorski oceniał liczbę zabitych na ponad 100 osób. W 2008 roku, dzięki bardzo dobrej współpracy ze stroną białoruską, wydobyto szczątki 42 pomordowanych Polaków.